# Данилюк, Владимир Александрович
Влади́мир Алекса́ндрович Данилю́к (4 июля 1947, Стрый, Дрогобычская область — 28 февраля 2024) — советский футболист. Играл на позиции нападающего. Самый результативный игрок в истории клуба «Карпаты» Львов.

## Биография
Владимир Данилюк родился 4 июля 1947 года в г. Стрый Львовской области. После окончания школы Владимир попал в состав клуба «Нефтяник» Дрогобыч, где за три месяца в соревнованиях класса «Б» забил 9 голов. В 1965 году его пригласили в львовские «Карпаты». 10 апреля дебютировал в составе львовян. Из-за перелома ноги 19-летний нападающий не смог проявить все свои бомбардирские способности в этом сезоне. С сезона 1968 года стал игроком основного состава. В этом году «Карпаты» выиграли первенство в своей подгруппе, забив 80 голов в 40 матчах. Данилюк в 33-х матчах забил 21 гол. Этот год стал самым результативным для нападающего. В следующем году он вместе с командой стал обладателем Кубка СССР.
В 1970 году «Карпаты» выиграли турнир первой лиги и получили право играть в высшей лиге. За семь лет в высшей лиге чемпионата СССР (1971—1977) Владимир Данилюк сыграл 142 матча, в которых забил 42 гола. Он входит в список 50-ти лучших украинских бомбардиров чемпионата СССР.
Перенёс в своей карьере пять переломов.
В «Карпатах» забил 88 голов в чемпионатах СССР, 6 голов в матчах на Кубок СССР, 34 — в международных товарищеских встречах.
В 1979 году перешёл в никопольский «Колос», куда его пригласил тренер В. Емец, и помог команде завоевать путёвку в первую лигу. По окончании сезона завершил игровую карьеру.
С 1979 года работал тренером-преподавателем в Львовском училище физической культуры.
Скончался 28 февраля 2024 года на 77-м году жизни в результате продолжительной болезни.